# Laukahi
Laukahi (nepalski: लौकही) – gaun wikas samiti we wschodniej części Nepalu w strefie Kośi w dystrykcie Sunsari. Według nepalskiego spisu powszechnego z 2001 roku liczył on 788 gospodarstw domowych i 4615 mieszkańców (2252 kobiet i 2363 mężczyzn).